# Arenzana de Abajo
Arenzana de Abajo es un municipio de la comunidad autónoma de La Rioja (España).

## Geografía humana

### Demografía
Cuenta con una población de 263 habitantes (INE 2024).
| Gráfica de evolución demográfica de Arenzana de Abajo entre 1842 y 2021                                               |
| |
| Población de derecho según los censos de población del INE. Población de hecho según los censos de población del INE. |

## Economía

### Evolución de la deuda viva
El concepto de deuda viva contempla sólo las deudas con cajas y bancos relativas a créditos financieros, valores de renta fija y préstamos o créditos transferidos a terceros, excluyéndose, por tanto, la deuda comercial.
Entre los años 2008 a 2014 este ayuntamiento no ha tenido deuda viva.

## Patrimonio
- Iglesia parroquial de Nuestra Señora de la Asunción: del siglo XVI. Declarada Bien de Interés Cultural en la categoría de Monumento el 27 de noviembre de 1981.[5]
- Crucero: del siglo XVI.
- Ermita del Carmen: siglo XVII.
- Casa de la Inquisición: Data de 1556.

## Administración y política
| Periodo   | Nombre                           | Partido        |
| --------- | -------------------------------- | -------------- |
| 1979-1983 | Victorino Martínez Francia       | Independientes |
| 1983-1987 | Javier Fernández Fernández       | Independientes |
| 1987-1991 | Martín Mateo Hernáez             | AP             |
| 1991-1995 | Martín Mateo Hernáez             | PP             |
| 1995-1999 | Ildefonso Francia Lejarraga      | PRP            |
| 1999-2003 | Martín Mateo Hernáez             | PP             |
| 2003-2007 | Martín Mateo Hernáez             | PP             |
| 2007-2011 | Carlos Faustino García Fernández | Independientes |
| 2011-2015 | Purificación Ruiz Monge          | PP             |
| 2015-2019 | Purificación Ruiz Monge          | PP             |
| 2019-2023 | Julio Francia Ojeda              | PP             |

## Deporte
Anualmente, el último sábado de abril se realiza una marcha nocturna a pie de unos 63 km que parte de Logroño hacia el Monasterio de Valvanera, conocida como la Valvanerada. La localidad colabora en su organización repartiendo avituallamiento de yogures.

## Fiestas
- 5 de febrero: Santa Águeda
- 15 de mayo: San Isidro
- 16 de julio: Virgen del Carmen
- 8 de septiembre: Nuestra Señora de la Antigua
- Cuando finaliza la vendimia: Gracias

## Galería de imágenes

Arenzana de Abajo
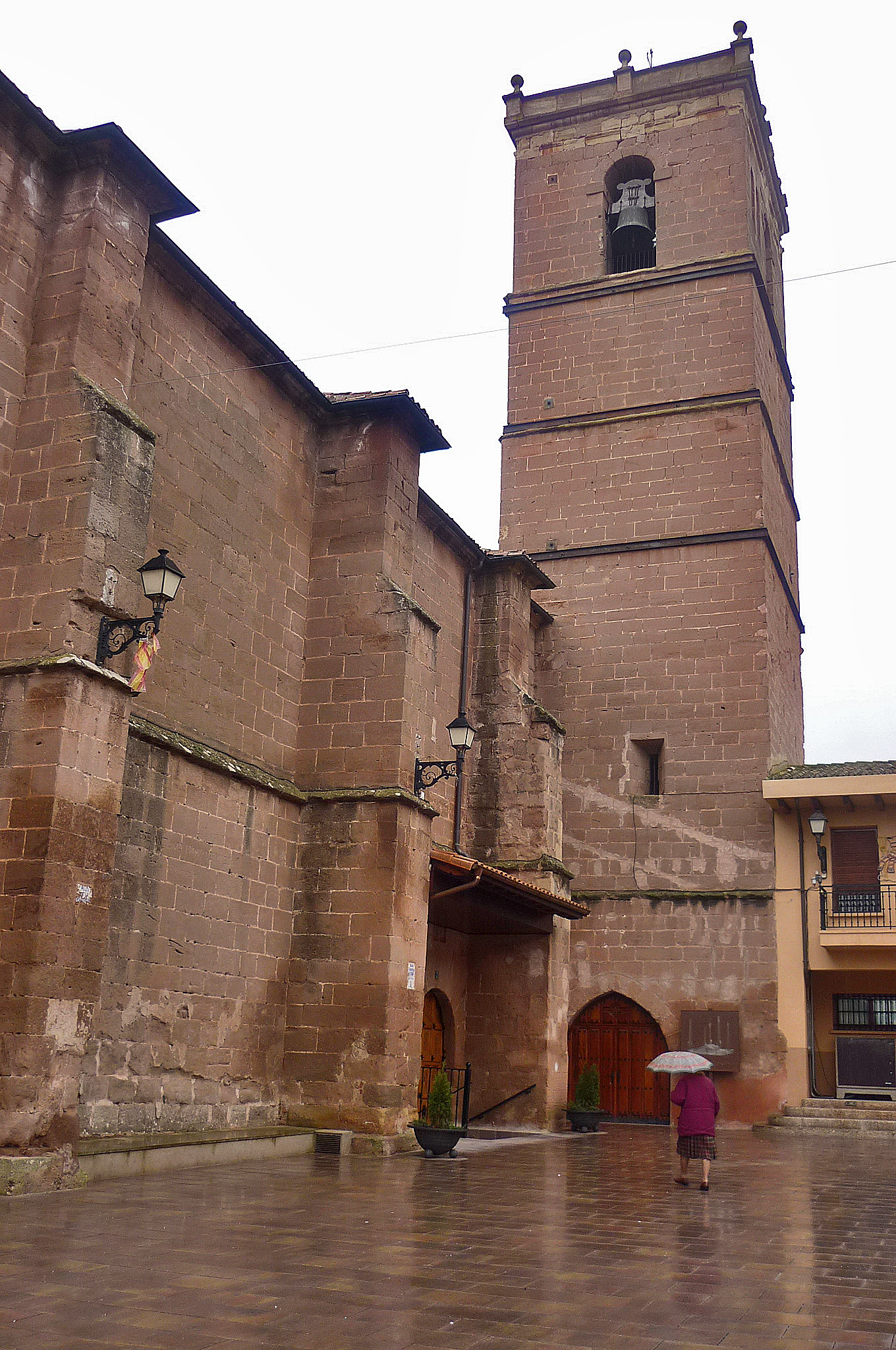
Iglesia parroquial de Nuestra Señora de la Asunción.
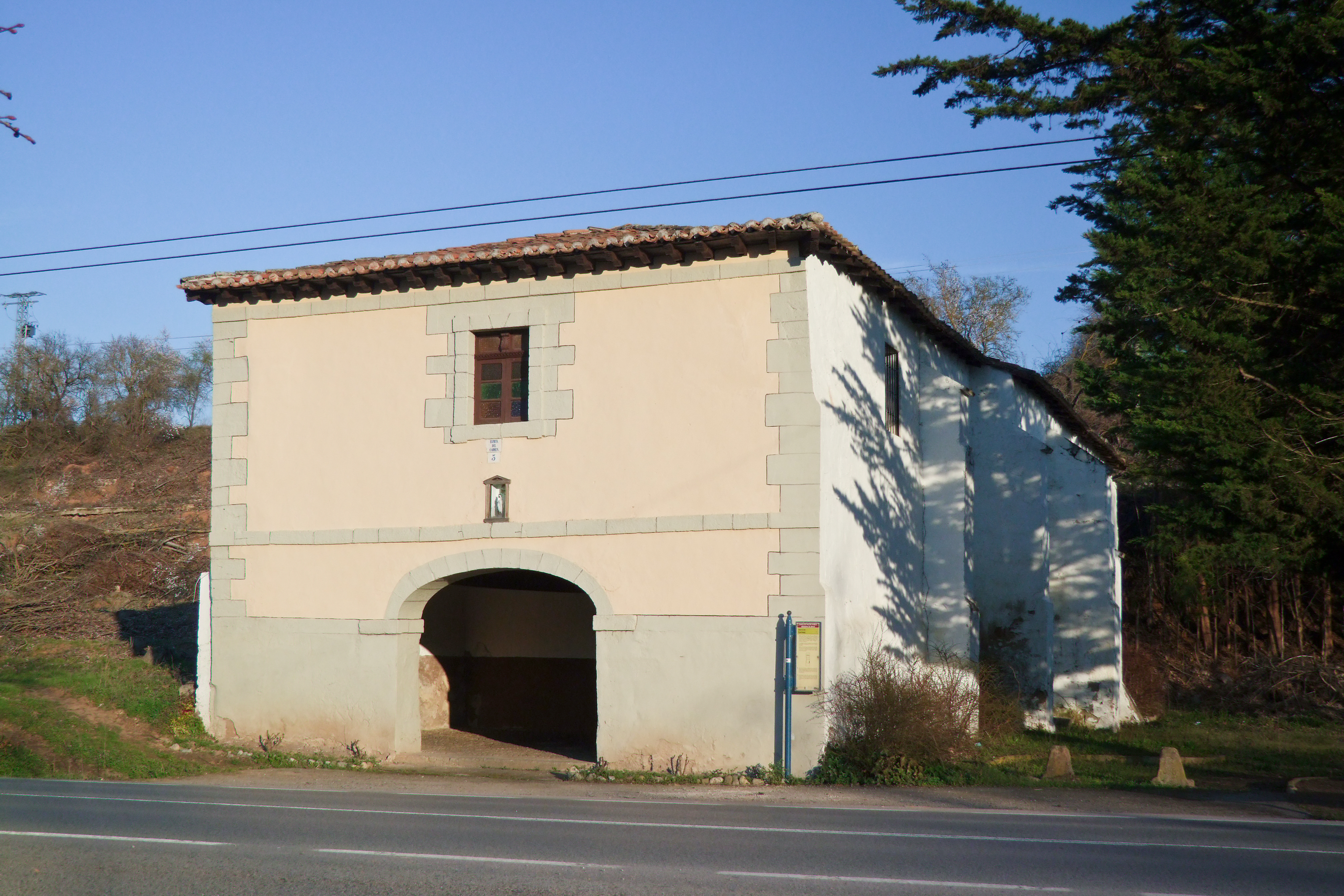
Ermita del Carmen.
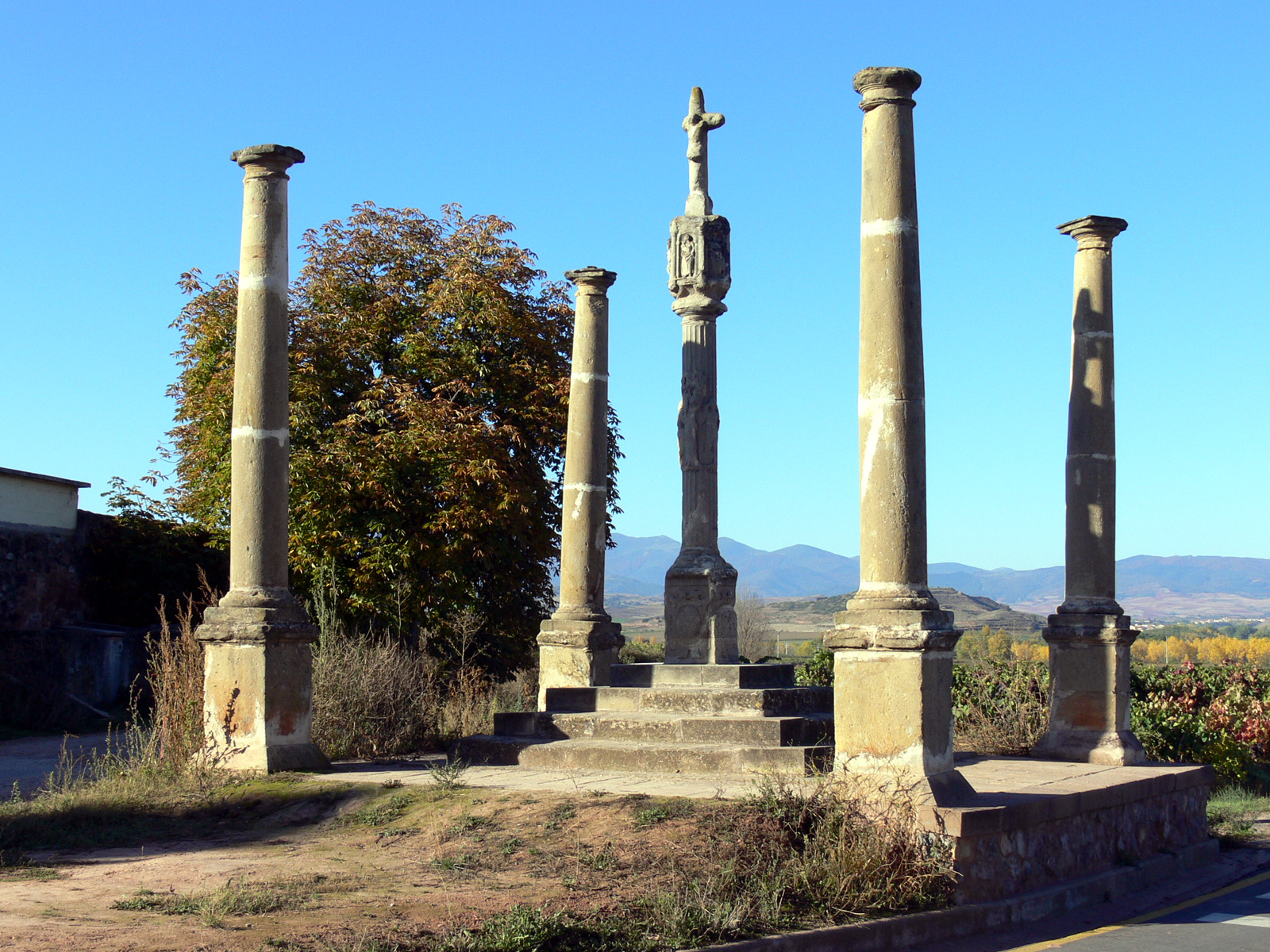
Crucero.
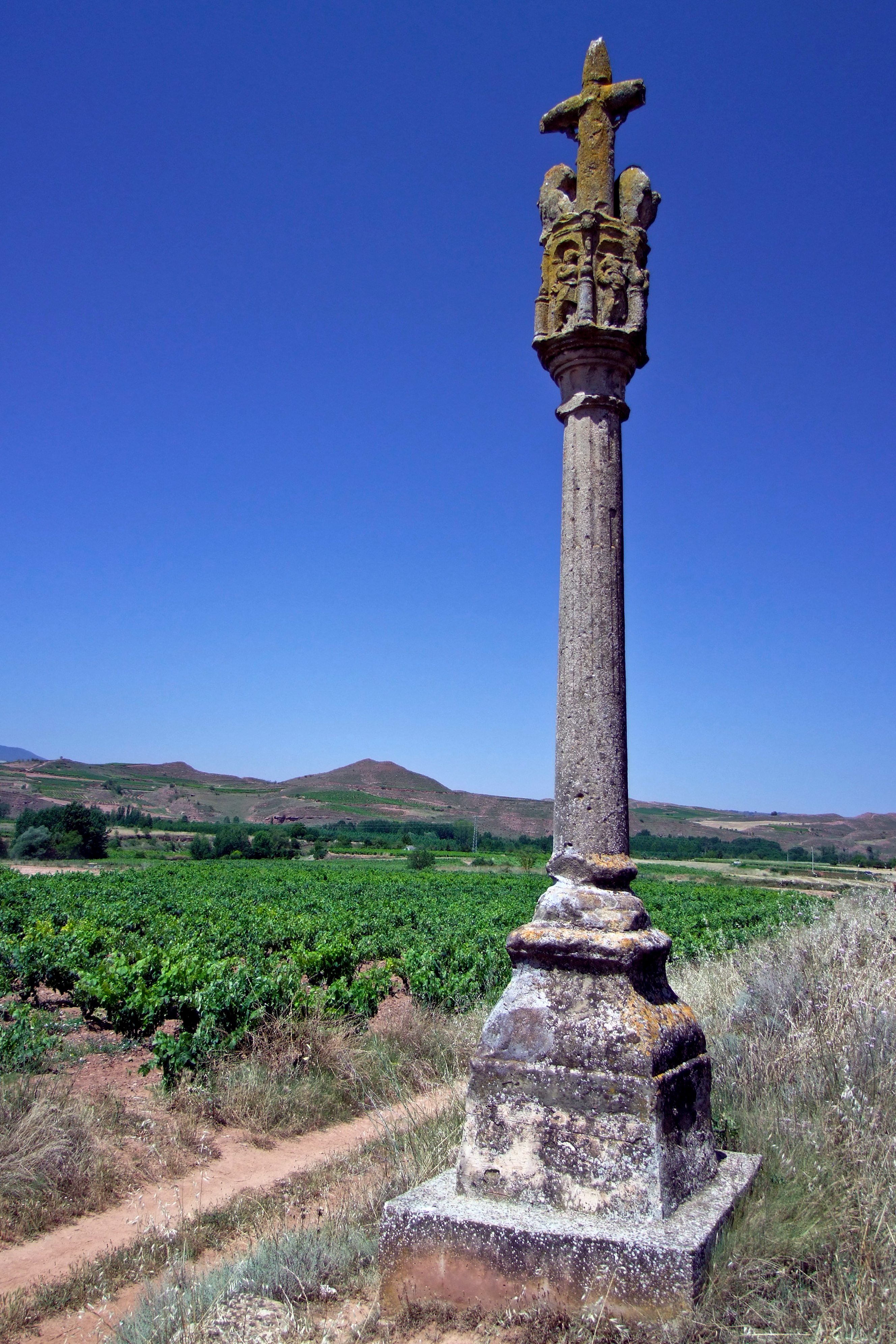
Crucero.
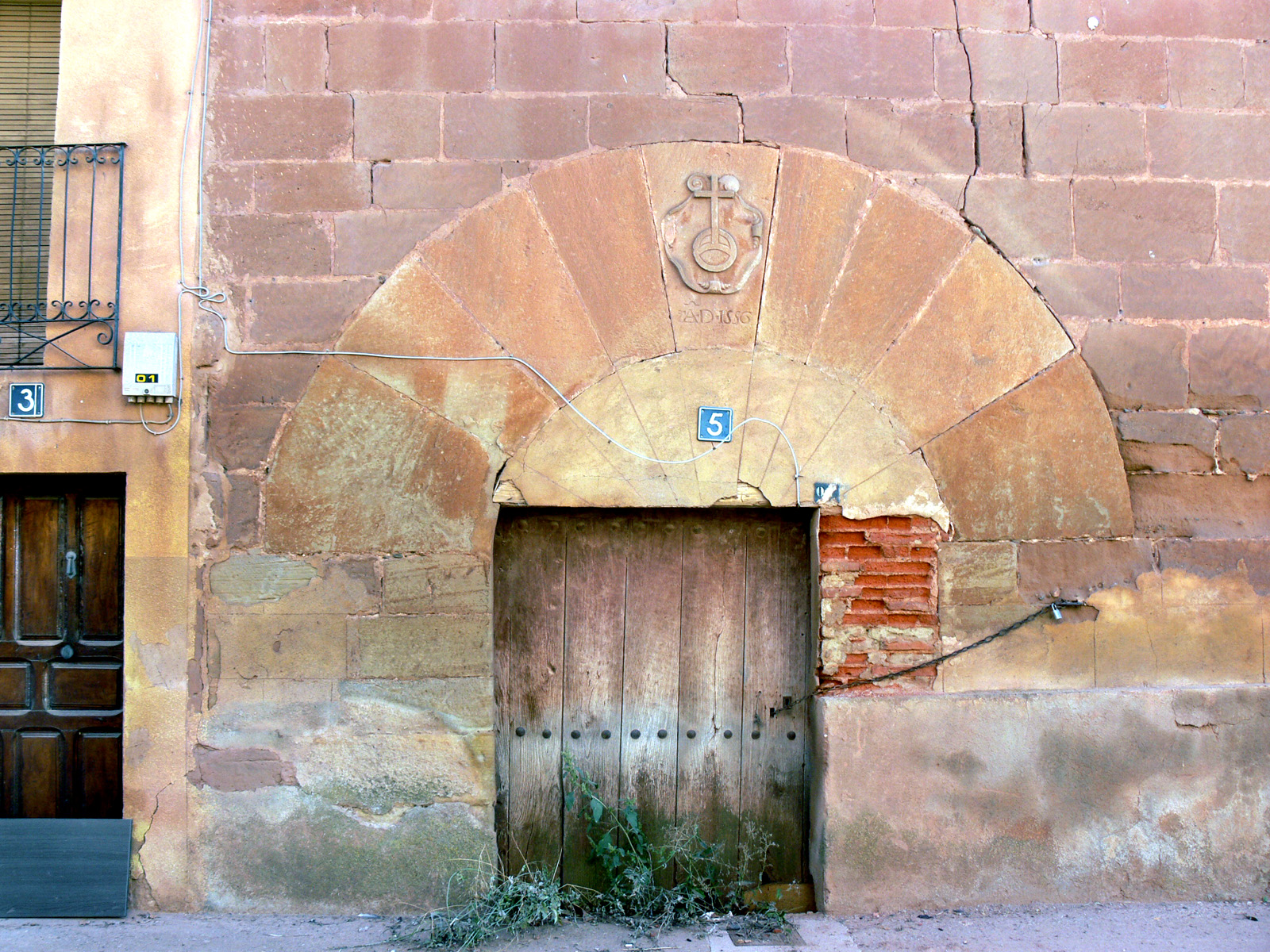
Casa de la Inquisición.
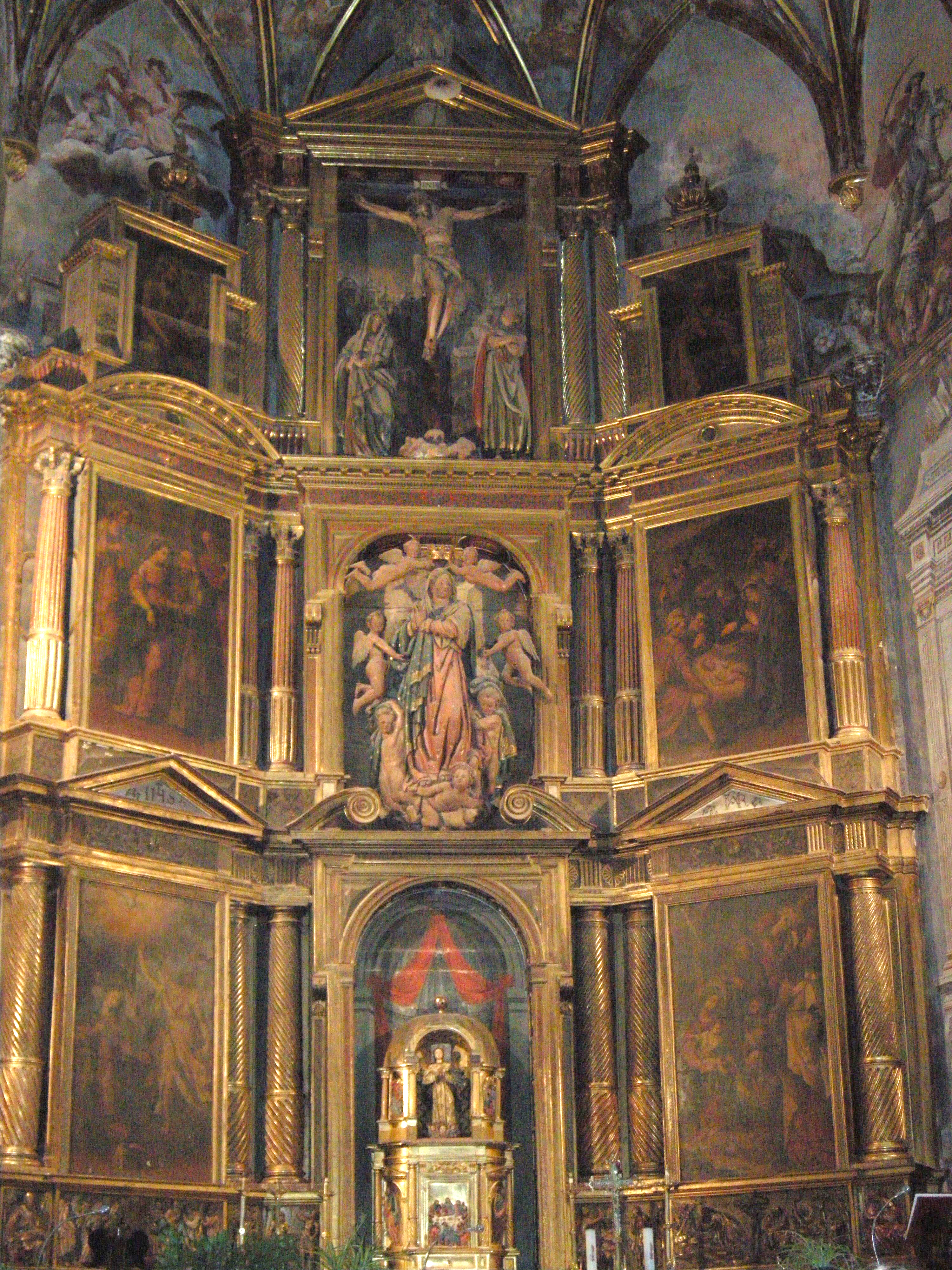
Retablo mayor de la parroquia.